# 橋爪壯
橋爪 壯（はしずめ そう、1926年3月18日 - 2016年9月21日）は、日本の医学者。専門分野はウイルス学。千葉大学名誉教授。日本ウイルス学会名誉会員。高度弱毒化細胞培養天然痘ワクチン LC16m8を開発した。

## 略歴
- 1944年 - 静岡県立静岡中学校卒業[3]
- 1947年？ - 静岡高等学校 (旧制)卒業[4]
- 1948年 - 千葉医科大学入学
- 1952年 - 同大卒業
- 1953年 - 千葉大学医学部細菌学教室研究生
- 1954年 - 千葉大学医学部細菌学教室副手
- 1956年 - 千葉県血清研究所非常勤職員兼務
- 1960年 - クラミジアの細胞内増殖に関する研究で医学博士、千葉県技術吏員，千葉県血清研究所組織培養部ポリオ室長
- 1963年 - 同研究所組織培養部長
- 1968年 - 同研究所特別医学研究員
- 1969年 - 同研究所研究室第二部長
- 1971年 - 同研究所研究室長
- 1976年 - 同研究所退職、千葉大学教授(看護学部病態学講座)就任
- 1991年 - 同大学定年退職、財団法人日本ポリオ研究所常務理事
- 1992年 - 同研究所理事長
- 2003年 - 同研究所退職

## 受賞歴
- 2003年 - 第39回小島三郎記念文化賞(細胞培養弱同痘瘡ワクチン研究開発の業績)
- 2011年 - 第6回日本ワクチン学会高橋賞(高度弱毒化細胞培養天然痘ワクチン LC16m8 の開発)[5]

## 共編著
- 『ワクチン新時代 : バイオテロ・がん・アルツハイマー』杉本正信, 橋爪壮 著 岩波書店 2013.4
- 『現代看護学基礎講座』 石川稔生, 本田良行 編 真興交易・医書出版部 1997.3
- 『クラミジア感染症の基礎と臨床』 熊本悦明, 橋爪壮 編 金原出版 1988.2